# 半岛鳞毛蕨
半岛鳞毛蕨（学名：Dryopteris peninsulae）为鳞毛蕨科鳞毛蕨属下的一个种。